# Diorchidium amapaense
Diorchidium amapaense är en svampart som beskrevs av J.F. Hennen & Sotão 1998. Diorchidium amapaense ingår i släktet Diorchidium och familjen Raveneliaceae.   Inga underarter finns listade i Catalogue of Life.